# Calabar
Calabar es la capital del estado de Cross River (Nigeria). Está situada en el sudeste del país. Calabar a menudo se describe como la capital turística de Nigeria, especialmente debido a varias iniciativas implementadas durante la administración de Donald Duke como gobernador del estado de Cross River (1999-2007), que convirtió a la ciudad en la ciudad más limpia y ecológica de Nigeria. Administrativamente, la ciudad está dividida en las áreas de gobierno local Calabar Municipal y Calabar South. Tiene un área de 406 kilómetros cuadrados (157 millas cuadradas) y una población de 371,022 según el censo de 2006.